# Кершенбах (Айфель)
Кершенбах (нем. Kerschenbach) — община в Германии, в земле Рейнланд-Пфальц.
Входит в состав района Вульканайфель. Подчиняется управлению Обере Килль. Население составляет 174 человека (на 31 декабря 2010 года). Занимает площадь 6,92 км².